# 이마티닙
이마티닙(Imatinib) 또는 상품명 글리벡(Gleevec)은 스위스의 노바티스(Novartis)사가 개발한 만성 골수성 백혈병(CML) 치료제이다.
이마티닙은 필라델피아 유전자(Bcr 유전자와 Abl 유전자의 염색체 전위로 인해 만들어지는 암유전자)에 의해 만들어지는 티로신 인산화효소의 활성을 선택적으로 억제하는 티로신 인산화효소 억제제(TKI)이다. 필라델피아 유전자가 만드는 티로신 인산화효소는 만성 골수성 백혈병을 일으키는 주원인이다.
이마티닙은 만성 골수성 백혈병에 대해 우수한 관해효과를 보인다. 그리고 기존 항암제와 다르게 부작용이 탁월하게 억제된 약제이어서 큰 부작용은 없는 것으로 알려져 있다. 단, 1~2%의 환자에서 피부발진, 요저류, 관절통, 근육통 정도의 미미한 부작용은 있다.
이마티닙은 만성 골수성 백혈병 외에도 위암과 관련된 위장관 기저 종양(GIST)에도 약효가 있다고 알려져 있다.
미국에서는 1992년 비임상시험, 1998년에 임상시험이 시행되었다. 이 시험에서 이마티닙의 만성기, 이행기 및 급성기 CML에 대한 효과와 치료의 안전성이 입증되어 2001년 5월에 판매 승인을 받았다.

## 사용
이마티닙은 만성골수성백혈병(chronic myelogenous leukemia, CML), 위장관기질종양(gastrointestinal stromal tumor, GIST), 기타 악성종양(malignancy) 등을 치료하는데 사용한다. 2006년 미국식품의약국(FDA)은 융기피부섬유육종(Dermatofibrosarcoma protuberans, DFSP) 골수이형성증후군(Myelodysplastic syndrome)/골수증식질환(myeloproliferative disease)(MDS/MPD), 침습성전신성비만세포증(Aggressive systemic mastocytosis, ASM) 치료에도 승인하였다.

### 만성골수성백혈병
FDA는 아동과 성인에게서 발생한 필라델피아 염색체 양성 만성골수성백혈병(Philadelphia chromosome-positive chronic myeloid leukemia)의 일선 치료제로서 이마티닙을 승인하였다. 약은 줄기세포 이식 이후, 아세포발증(blast crisis), 새로운 진단 등 필리델피아 염색체 양성 만성골수병백혈병에 관한 다양한 상황에서 약 사용을 승인하였다.
이마티닙 및 관련 약으로 인하여, 만성골수성백혈병 환자의 5년 생존률이 1993년 31%, 2009년 59%, 다시 2016년 70%로 증가한 것에 공헌한 부분이 있다. 2011년 이후로는 만성골수성백혈병 환자는 일반인과 거의 같은 수명을 갖게 되었다.

### 위장관기질종양
2002년 FDA는 위장관기질종양 환자에게 처음으로 약 사용 승인을 하였다. 2012년 2월 1일, 이마티닙은 재발 방지를 위하여 KIT 양성종양(KIT-positive tumor) 제거 수술 이후 사용을 승인하였다. 또한 절제 불가능한 KIT 양성 위장관기질종양(KIT-positive GIST)에도 승인되었다.

### 융기피부섬유육종
2006년 FDA는 granted approval for the treatment of 융기피부섬유육종(dermatofibrosarcoma protuberans, DFSP) 치료에도 이마티닙 사용을 승인하였다. 특히 종양 절제 불가능하거나 재발하였거나 전이성(metastatic)의 융기피부섬유육종을 가진 성인 환자에게 사용된다. 이마티닙 승인 이전에는, 융기피부섬유육종은 화학치료(chemotherapy)가 불가능하다고 생각되었다.

### 기타
FDA는 필라델피아 유전자 양성 급성 림프모구 백혈병(Philadelphia chromosome-positive acute lymphoblastic leukemia, Ph+ ALL)이 재발하였거나 난치성인 성인 환자, PDGFR(platelet-derived growth factor receptor) 유전자 재배열(gene rearrangement) 관련 골수이형성/골수증식증(myelodysplastic/myeloproliferative disease), 원인불명의 D816V c-KIT 변이(D816V c-KIT mutation) 발병이나 발병이 없는 상태에서의 침습성전신성비만세포증(aggressive systemic mastocytosis), 과다호산구증후군(hypereosinophilic syndrome), 혹은 FIP1L1-PDGFRα 융합 키나아제(FIP1L1-PDGFRα fusion kinase) (CHIC2 대립형질 삭제 CHIC2 allele deletion)이나 FIP1L1-PDGFRα 융합 키나아제 음성이거나 불명의 제거 불가능한 반복적인 난치성 융기피부섬유육종을 가진 만성호산구백혈병(chronic eosinophilic leukemia) 환자에게 사용하도록 승인하였다. 2013년 1월 25일, 아동 필라델피아 유전자 양성 급성 림프모구 백혈병 환자에게 글리벡(Gleevec) 사용이 승인되었다.
제1형 신경섬유종증(neurofibromatosis type I) 관련 진행성 총상신경섬유종(progressive plexiform neurofibromas) 치료에 있어, 이전 연구에서는 이마티닙 특질을 차단하는 c-KIT 티로신 키나아제(c-KIT tyrosine kinase) 사용 가능성을 보여줬다.